# Prostituzione su strada

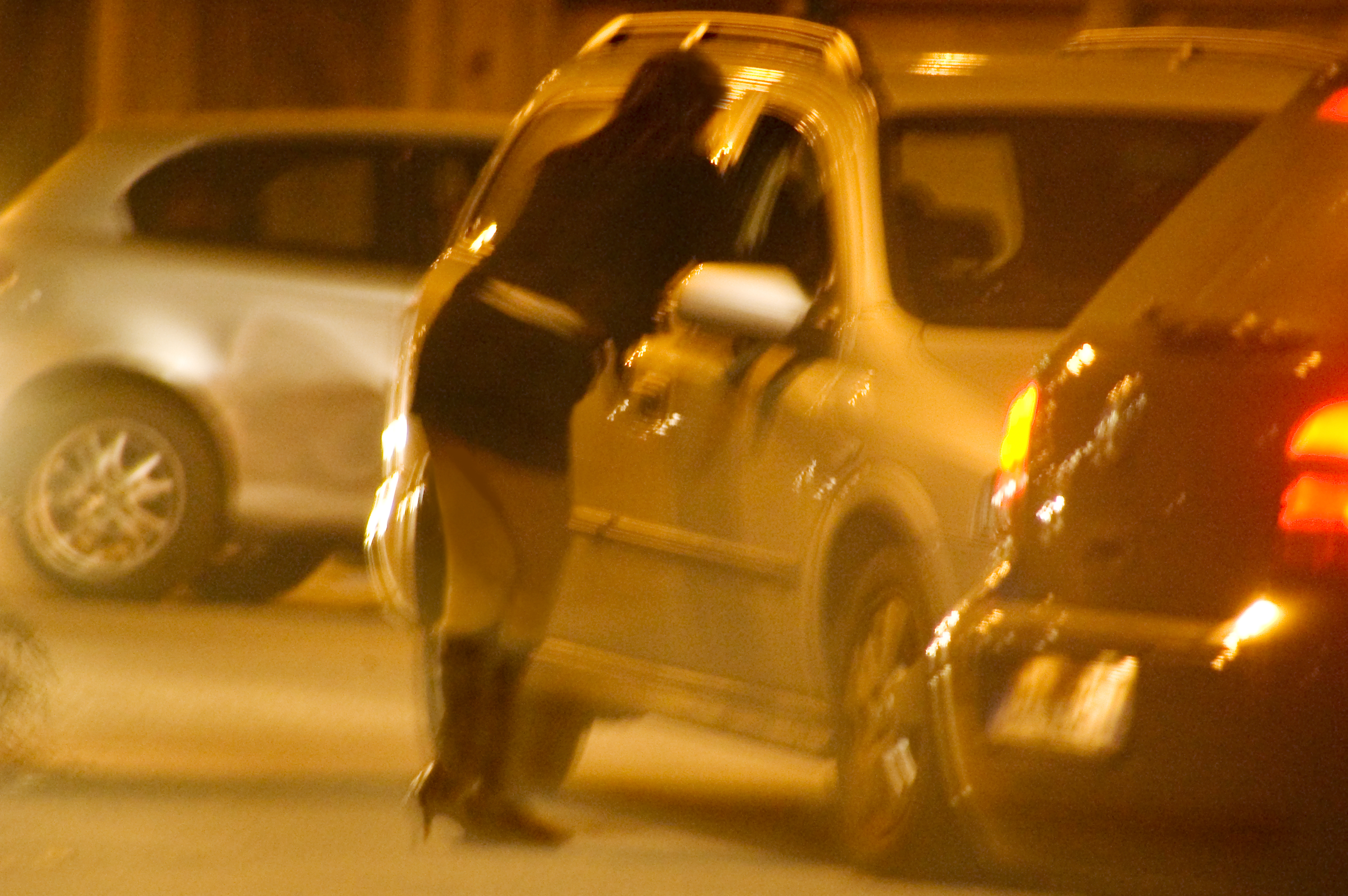
Una prostituta tratta con un cliente, Torino, 2005

La prostituzione su strada è una forma di lavoro sessuale ove la prostituta adesca il cliente in luogo pubblico, comunemente la strada, mentre attende il potenziale cliente su un angolo o passeggiando sul marciapiede, ma anche altri luoghi pubblici come parchi. La prostituta su strada è spesso abbigliata in modo provocante. L'atto sessuale può essere consumato in auto o in altro luogo al chiuso, come il domicilio della prostituta stessa o in un motel.

## Legalità
La prostituzione su strada è spesso illegale, anche in paesi dove è legale prostituirsi.
Si stima che solo il 10-20% delle prostitute eserciti su strada; il 90% dei fermi di polizia delle persone dedite alla prostituzione avvengono per quelle su strada.
In alcuni paesi dove la prostituzione è legale, quella stradale è proibita o fortemente limitata.
In Australia, nel New South Wales è lecita ma proibita in talune zone come quelle vicine a scuole. Altri Stati in Australia proibiscono formalmente la prostituzione stradale, mentre sono legali i bordelli.
È legale in Nuova Zelanda. In Germania è permessa ma con restrizioni in certe aree urbane o orari.
Negli USA, la prostituzione su strada è illegale in 50 Stati; 49 proibiscono proprio la prostituzione stessa; In Nevada vi sono bordelli.
Nei Paesi Bassi, delle zone speciali (tippelzone) sono dedicate alla prostituzione su strada. Esistono anche dei sex drive-in (afwerkplek).  In molte zone la persona che si prostituisce deve avere una licenza.

## Rischi e ricerche
L'esercizio della prostituzione su strada implica un maggior rischio di aggressioni.
La World Health Organization riporta che in Bangladesh il 50-60% delle prostitute su strada sono state vittime di rapine da pubblici ufficiali e 40-50% da clienti.
Melissa Farley in uno studio su 854 prostitute in nove nazioni riporta che il 95% di loro ha subito aggressioni, e il 75% ha subito rapine. Il metodo dell'indagine è stato criticato da altri come Ronald Weitzer. Weitzer sostenne l'ideologizzazione femminista dello studio di Farley.
Uno studio del 2004 nel Regno Unito indicava che il 95% delle prostitute su strada erano consumatrici di droga, 78% di eroina e altre di crack cocaina.